# Ardeadoris angustolutea
Ardeadoris angustolutea (Rudman, 1990) è un mollusco nudibranchio della famiglia Chromodorididae.

## Descrizione
Mantello traslucido, chiaro, con una chiazza quasi bianca nella zona centrale. Il bordo del mantello è giallo e poi, all'esterno, bianco. Branchie e rinofori con linee marroni sui bordi.

## Distribuzione e habitat
Oceano Indo-Pacifico, dalla Grande Barriera Corallina al Queensland, filippine, Thailandia, Isole Marshall.